# Pseudoterpna porracearia
Pseudoterpna porracearia är en fjärilsart som beskrevs av Jean Baptiste Boisduval 1840. Pseudoterpna porracearia ingår i släktet Pseudoterpna och familjen mätare. Inga underarter finns listade.